# Ethiopian Shipping Lines
La Ethiopian Shipping and Logistics Services Enterprises (ESLSE) (en Amárico: የኢትዮጵያ ባህር ትራንስፖርትና ሎጂስቲክስ አገልግሎት ድርጅት), conocida comercialmente como Ethiopian Shipping Lines (en Amárico: የኢትዮጵያ የባህር ማጓጓዣ መስመሮች), es la empresa nacional de envío de carga de Etiopía. Establecida en 1964, cabe destacar que ha seguido funcionando a pesar de que Etiopía se convirtió en un país sin salida al mar en 1993 tras la independencia de Eritrea.
Su Sede está en Addis Abeba aun que su base principal es ahora el Puerto de Yibuti y Berbera en Somalilandia (Antiguamente era Asmara, Eritrea).

## Historia
Etiopía recuperó una línea costera en el Mar Rojo cuando Eritrea (Antiguamente la: Eritrea Italiana) se federó con Etiopía en 1952. Sin embargo, no fue hasta 1965 que Ethiopian Shipping Lines se estableció como una empresa conjunta con la empresa estadounidense Towers Perrin. Se contrató a una empresa holandesa para gestionar la línea siguiendo las líneas del acuerdo en curso con TWA para gestionar la aerolínea Ethiopian Airlines. Las operaciones comenzaron en 1966 con tres barcos llamados Queen of Sheba, Lion of Judah y Lalibela. La empresa se enfrentó rápidamente serios desafíos cuando el Canal de Suez se cerró en 1967, debido a las tensiones de entre Israel y Egipto y hasta que el Canal de Suez se abrió nuevamente, los barcos tenían que dar la vuelta al Continente Africano. El tamaño de los barcos no era apropiado para viajes tan largos y la compañía sufrió pérdidas.
Tras el fin del Imperio etíope, dio paso a la Etiopía Socialista, en el cual la empresa dejó de pertenecer a capital estadunidense y pasó a ser de Estado, en 1978 la empresa terminó sus operaciones y dejando a sus barcos principales, en el puerto, eso hasta 1989 cuando se volvió a reanudar el servicio. Este servicio tuvo que usar los ya obsoletos barcos que tenía la empresa, y tiempo después, los reemplazaría por nuevos y más modernos en el año de 1990.

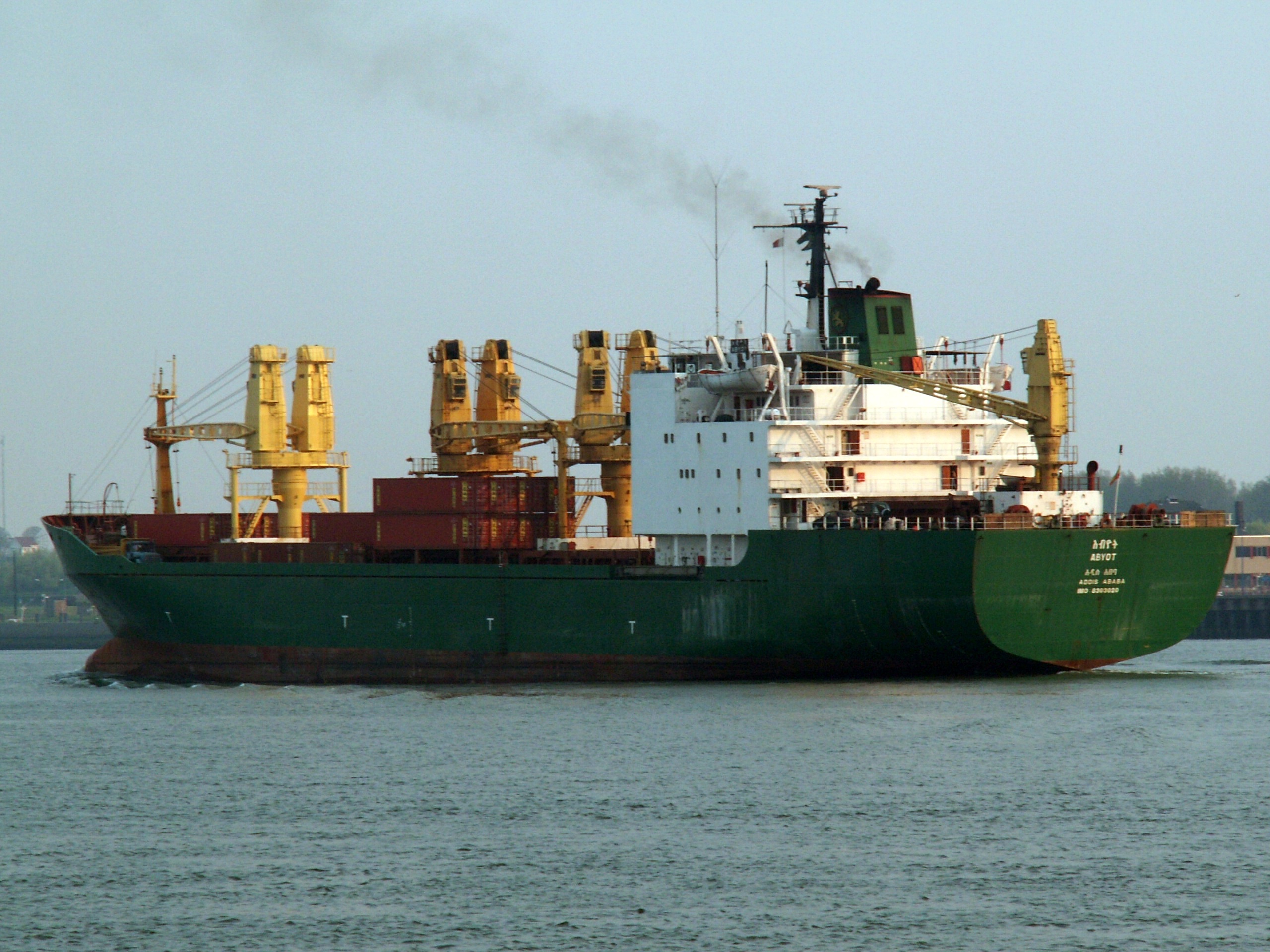
El Abyot saliendo del Puerto de Roterdam (2006)

Desde entonces, la ESL se ha centrado principalmente en la importación y exportación nacional, para promover el comercio exterior, En general, ha sido rentable. Es una de las principales empresas de la Nación Etíope y también siendo una empresa marítima exitosa en crecimiento y la cual, también le genera crecimiento a la Economía Etíope.

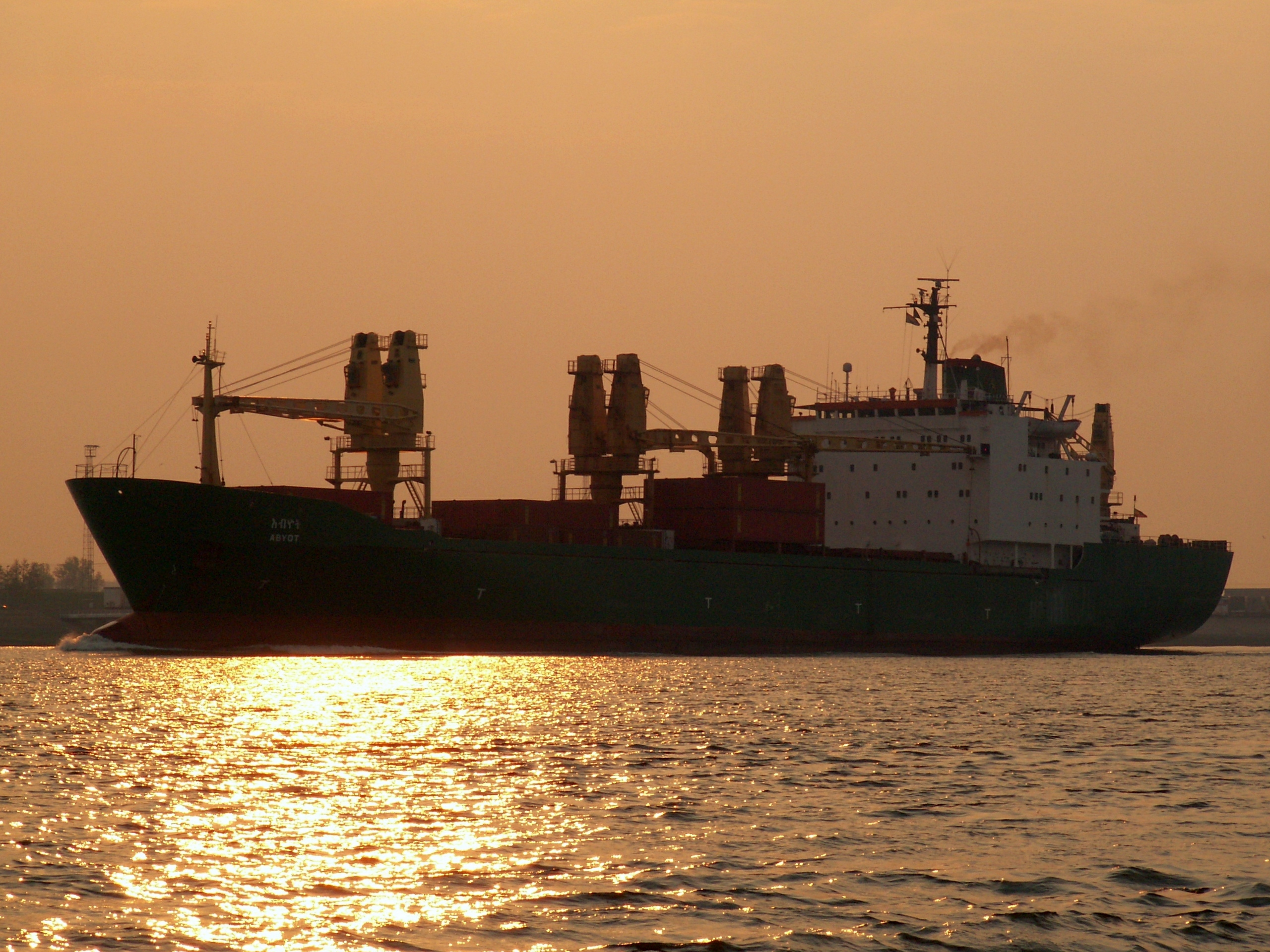

## Flota

### Flota de antaño
- Queen of Sheba (1964-1990?)

- Lion of Judah (1964-1990?)

- Lalibela (1964-1990?)

- MS Mariam (1980-1992?)

- Mekele 2-V (1990-1995?)

### Flota moderna
- Bahir Dar (Buque insignia) (2013- )

- Hawassa (2013- )

- Finfine (2013- )

- Jigjiga (2013- )

- Gambella (2013- )

- Mekele (2013- )

- Semera (2013- )

- Abyot (2005- )

- Assosa (2005- )